# Sminthopsis archeri
Espèce
Répartition géographique
Statut de conservation UICN

 DD  : Données insuffisantes
Sminthopsis archeri, communément appelé Dunnart brun, est une espèce de souris marsupiales de la famille des Dasyuridae.

## Description
Sminthopsis archeri mesure entre 167 et 210 mm de long dont 85 à 105 mm pour la tête et le corps,  82 à 105 mm pour la queue. Cette espèce pèse entre 15 et 20 g.

## Étymologie
Son nom spécifique, archeri, lui a été donné en l'honneur de Michael Archer et son nom vernaculaire à son pelage dorsal brun noisette. 